# Petrocosmea grandiflora
Petrocosmea grandiflora är en tvåhjärtbladig växtart som beskrevs av Hemsley. Petrocosmea grandiflora ingår i släktet Petrocosmea och familjen Gesneriaceae. Inga underarter finns listade i Catalogue of Life.